# Departamento General Alvear (Corrientes)
Das Departamento General Alvear liegt im Nordosten der Provinz Corrientes im Nordosten Argentiniens und ist eine von 25 Verwaltungseinheiten der Provinz.
Im Norden und Osten grenzt es an das Departamento Santo Tomé, im Osten und Süden an Brasilien, getrennt durch den Río Uruguay, und im Westen an das Departamento San Martín.
Die Hauptstadt des Departamento General Alvear ist das gleichnamige General Alvear.  

## Klima
Vorherrschend ist ein subtropisches Klima mit jährlichen Niederschlägen über 1.700 Millimeter, die von Osten nach Westen abnehmen. Die mittlere Jahrestemperatur nimmt von Norden nach Süden ab. Ihre Werte liegen oberhalb von 21 Grad Celsius.

## Städte und Gemeinden
- General Alvear
- Estación Torrent